# Thomas Ewing, Jr.
Ne doit pas être confondu avec Thomas Ewing (homme politique australien).
Thomas Ewing, Jr. (7 août 1829 – 21 janvier 1896) fut un mandataire, général de l'Armée de l'Union durant la Guerre de Sécession, et membre de la Chambre des représentants pour l'Ohio.

## Jeunesse
Ewing est né à Lancaster, dans l'Ohio. Son père, Thomas Ewing, était un brillant avocat et un politicien au niveau national. Bien qu'Ewing Sr. fut un protestant irlandais, sa mère, Maria Wills Boyle, avait converti la famille au catholicisme romain. Ewing junior était le frère adoptif de Guillaume T. Sherman (après la mort de son père, Sherman, neuf ans, a été élevé par Thomas Ewing, voisin et ami de la famille) et est devenu son beau-frère quand Sherman s'est marié avec sa sœur, Ellen Ewing Sherman. Deux autres frères étaient aussi des généraux pendant la Guerre civile : Charles Ewing et Hugh Boyle Ewing. Thomas Ewing Jr. et Sherman furent proches tout au long de leurs vies.
Thomas Ewing, Jr., a commencé son éducation à l'Université Brown à Providence, Rhode Island. Il a quitté l'Université Brown pour devenir le secrétaire privé du Président Zachary Taylor à partir de 1849 à 1850 (terme simultané avec son père  dans le Cabinet Taylor). Il a alors fait des études et a exercé la profession de juriste à partir de 1852 à 1856 à Cincinnati, en Ohio.
Ewing s'est marié avec Ellen Cox de Piqua, Ohio, le 18 janvier 1856. Il partit pour Leavenworth, Kansas, en 1856, et devint membre de la Convention Constitutionnelle Leavenworth de 1858. Il était actionnaire et avocat principal d'un chemin de fer transcontinental, propriétaire du chemin de fer Leavenworth, Pawnee and Western Railroad, qui a été vendu plus tard à d'autres investisseurs et est devenu partie de l'Union Pacific. D'opinion modérée concernant l'esclavage, ses efforts pour vaincre la Constitution Lecompton ont aidé le Kansas à entrer dans l'Union comme un État antiesclavagiste, mais sans la lutte sanglante contre le gouvernement fédéral recommandé par d'autres hommes d’État antiesclavagistes comme James H. Lane (politicien) et John Brown (abolitionniste). Il fut un des délégués du Kansas à la Conférence de Paix de 1861 et a été élu premier président de la Cour suprême du nouvel État de Kansas en 1861.

## Guerre de Sécession

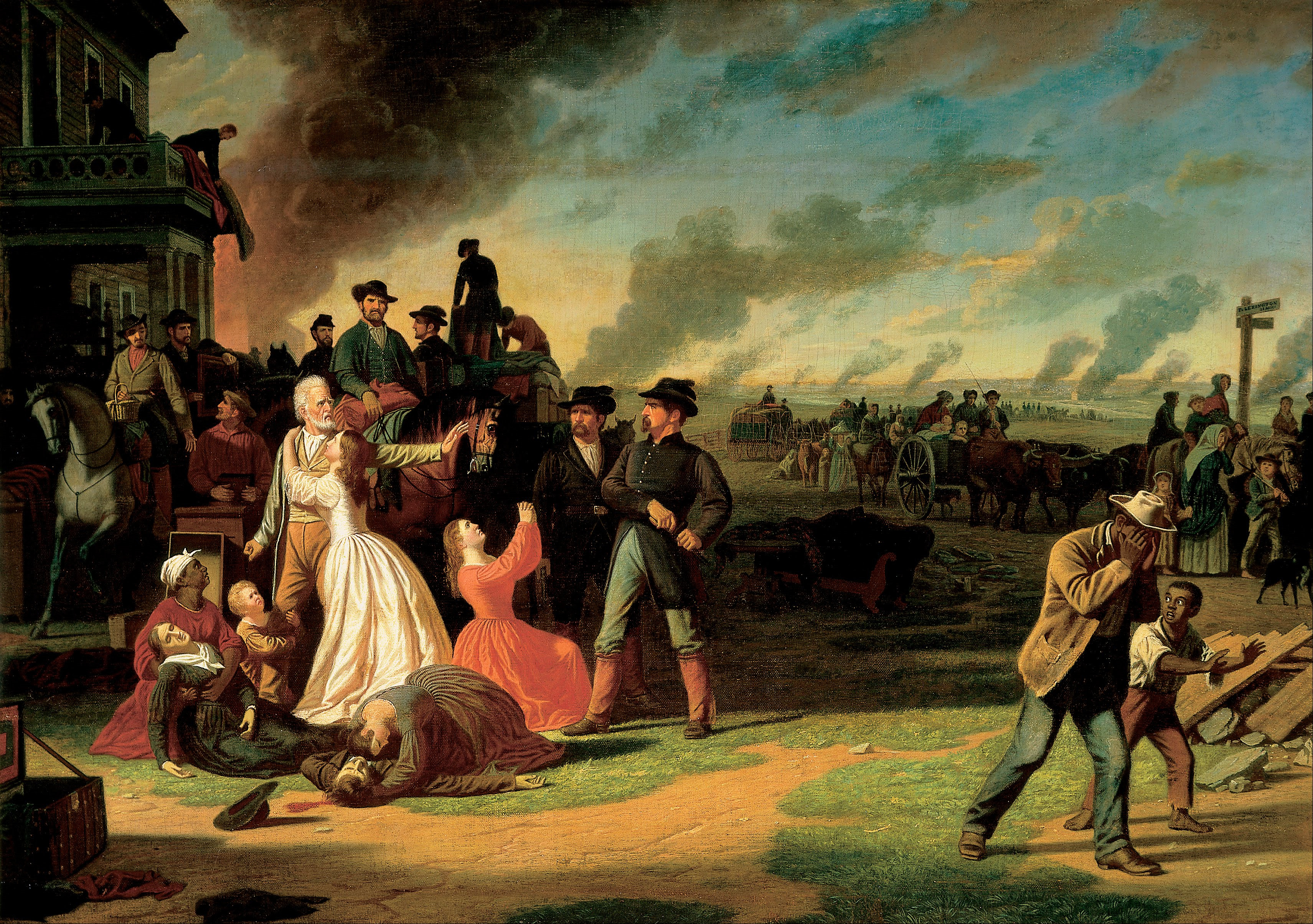
Peinture représentant l'ordre général n°11 - George Caleb Bingham - 1865/1868

Ewing a démissionné de sa fonction de magistrat en 1862 pour entrer dans l'armée. Il a recruté le 11e Régiment d'infanterie du Kansas et a été élu colonel. Son régiment a combattu dans la division de James G. Blunt  dans les batailles de Fort Wayne, Cane-Hill, et Prairie Grove.
Bien qu'il n'ait possédé aucune expérience militaire avant la guerre civile, Ewing a été promu au rang de général de brigade le 13 mars 1863, pour sa direction à la bataille de Prairie Grove. Il reçut le commandement du District of the Border ("District de la Frontière"), qui comprenait le Kansas et l'ouest du Missouri. Ewing fut le responsable de l'ordre général n° 11, publié en représailles du raid Quantrill sur Lawrence au Kansas, qui a tué 150 hommes et garçons. Cet ordre promulguait que les civils ayant des sympathies pour le Sud, vivant dans quatre comtés du Missouri, seraient expulsés et s'ils ne partaient pas volontairement, la cavalerie de l'Union les expulserait de force. Alors que cela faisait partie d'un effort pour éliminer les Bushwhackers de la région, cette action a laissé une marque noire sur son héritage.
En septembre et octobre 1864, en tant que commandant adjoint du district de Saint-Louis sous William Rosecrans, Ewing a joué un rôle majeur pour contrecarrer l'invasion du général Sterling Price au Missouri en commandant une défense réussie au fort Davidson à Pilot Knob, Missouri. Son  commandement de 800 hommes et quelques civils noirs ont combattu les attaques répétées d'une force d'environ 15 000 confédérés, pour que l'armée de l'Union puisse gagner du temps pour renforcer les défenses autour de St-Louis. Au lieu de se rendre, Ewing et ses hommes ont remporté la victoire contre les forces de Price au cours de la nuit. Ewing a été promu major-général des volontaires en mars 1865 pour ses services de guerre mais il a démissionné pour retourner à la vie civile, en donnant sa démission directement au président Lincoln un mois avant son assassinat.